# Вільче-Пенткі
Вільче-Пенткі (пол. Wilcze Piętki) — село в Польщі, у гміні Біла-Равська Равського повіту Лодзинського воєводства.
Населення — 277 осіб (2011).
У 1975-1998 роках село належало до Скерневицького воєводства.

## Демографія
Демографічна структура станом на 31 березня 2011 року:
|          | Загалом | Допрацездатний вік | Працездатний вік | Постпрацездатний вік |
| -------- | ------- | ------------------ | ---------------- | -------------------- |
| Чоловіки | 137     | 34                 | 92               | 11                   |
| Жінки    | 140     | 36                 | 75               | 29                   |
| Разом    | 277     | 70                 | 167              | 40                   |